# 毛茎紫堇
毛茎紫堇（学名：Corydalis pubicaulis）为罂粟科紫堇属下的一个种。

## 扩展阅读
- 維基物種上的相關：毛茎紫堇